# Скіп Грофф
Френк «Скіп» Грофф (англ. Frank "Skip" Groff) — американський продюсер, диск-жокей і власник магазину записів Yesterday and Today (також відомого як Y&T) у Роквіллі — центрі більшої частини вашингтонського панку та альтернативної музики.
Народився 20 листопада 1948. Помер 18 лютого 2019.

## Біографія
Френк «Скіп» Грофф народився у Волтемі і в дитинстві переїхав до Сьютленда.
Він відвідував Університет Меріленду і був диск-жокеєм на WMUC, радіостанції університету.
З 1978 по 1982 рік Грофф керував незалежним лейблом звукозапису Limp Records.
Його називали «шановним гуру» панк та інді-музики Вашингтона, Грофф був радіо-діджеєм для WINX, WAVA та WPGC, а також виконував рекламну роботу для RCA, перш ніж відкрити магазин Yesterday and Today у вересні 1977 року.
Грофф допоміг розпочати роботу лейблу Dischord Records, і його магазин музичних записів був першим пунктом роздрібної торгівлі їхніми записами.
Магазин, названий на честь альбому гурту Beatles, Yesterday and Today, накопичив понад мільйон вінілових пластинок "45" (швидкість програвання 45 обертів за хвилину).
Магазин часто був місцем, де можна було отримати автограф і побачити перформанс улюбленого артиста чи гурту (таких як The Damned), а також місцем зустрічі місцевих музикантів і шанувальників музики.
Першим працівником магазину був Говард Вуелфінг (англ. Howard Wuelfing), який пізніше виступав у складі гуртів Slickee Boys, Nurses, Half Japanese.
Коли гурт Minor Threat розпався, його фронтмен Ян Маккей п'ять років працював у магазині. Серед інших співробітників Yesterday and Today були: 
Кім Кейн (англ. Kim Kane) — гурт Slickee Boys, 
Берт Кейроз і Денні Інграм (англ. Bert Queiroz, Danny Ingram) — гурт Youth Brigade, 
Брендан Канті та Гай Пічіотто (англ. Brendan Canty, Guy Picciotto) — гурти Rites of Spring, Fugazi,
Шерон Чеслоу (англ. Sharon Cheslow) — гурт Chalk Circle,
Томмі Кін і Тед Ніслі (англ. Tommy Keene, Ted Niceley) — гурт The Razz, 
Ширлі Секстон (англ. Shirley Sexton), пізніше одружена з Джейком Бернсом (англ. Jake Burns) з гурту Stiff Little Fingers,
Аманда Маккей (англ. Amanda MacKaye), яка керувала Slowdime Records,
Арчі Мур і Джим Спеллман (англ. Archie Moore, Jim Spellman) із Velocity Girl.
У магазині Yesterday and Today Грофф познайомився з майбутньою дружиною Келлі. Їхню доньку Кірсті назвали на честь британської поп-зірки Кірсті МакКолл (англ. Kirsty MacColl).
Магазин закрився в 2002 році.
Грофф продюсував альбоми для багатьох панк-гуртів Вашингтону, включаючи Slickee Boys, Razz, Bad Brains, Teen Idles, S.O.A., Dark, Nurses, Youth Brigade, Black Market Baby, Velvet Monkeys, Minor Threat.
Френк Грофф помер у медичному центрі Медстар Монтгомері (MedStar Montgomery Medical Center), штат Меріленд, у віці 70 років.